# Konrad Deubler
Konrad Deubler (ur. 26 listopada 1814 w Goisern, zm. 31 marca 1884 tamże) – myśliciel niemiecki, zwany "Bauernphilosoph", tj. "chłopski filozof". Piekarz, rolnik, oberżysta i burmistrz rodzinnego miasteczka Goisern.

## Życie
Konrad Deubler pochodził z ubogiej rodziny. Ojciec Leopold (1779–1852), syn rolnika Michaela, był rolnikiem i górnikiem w Goisern. Matka Anna (ok. 1780-1860) była córką handlarza Paula Schennera. Edukacja szkolna Deublera była krótka i marna. W 1832 został młynarzem, później był oberżystą i rolnikiem. Przydomek "Bauernphilosoph" pochodzi stąd, że był samoukiem. 
Deubler był wolnomyślicielem, a swoje niezależne, republikańskie poglądy starał się szeroko rozpowszechniać. Utrzymywał przyjacielskie relacje osobiste i prowadził korespondencję z wieloma znanymi postaciami swoich czasów, m.in. Ludwigem Feuerbachem i Davidem Friedrichem Straussem. 
W 1853 został oskarżony o zdradę stanu, występowanie przeciw religii oraz rozpowszechnianie zakazanych pism religijnych, politycznych i filozoficznych. W 1854 zwolniono go z aresztu w Grazu, w którym przebywał czternaście miesięcy. Następnie jednak skazano go na dwa lata ciężkiego więzienia. Wyrok odbywał w Brnie, do 24 marca 1857 był internowany w Ołomuńcu. W 1864 został zrehabilitowany. 
Po wyjściu na wolność był rolnikiem, gospodarował nieopodal rodzinnego miasteczka. Był także piekarzem i oberżystą oraz burmistrzem Goisern. W 1846 nabył domek w Alpach, na Primesberg (ob. część miasta Goisern). Domek ten, często odwiedzany, stał się ośrodkiem życia kulturalnego. Wiele podróżował, przede wszystkim do Niemiec – dzięki podróżom zawierał nowe znajomości z wieloma uczonymi.
Deubler przynależał do wyznania luterańskiego. Miał dwie żony: Eleonora (1813–75) była córką Gregora Gamsjägera, rzeźnika w Ischl, i Eleonory Laimer; Anna (1828–1900) była córką Josefa Kefera, oberżysty w Goisern. Nie miał dzieci.

## Znaczenie dla dziejów myśli
Znaczenie Deublera dla dziejów myśli polega głównie na popularyzacji idei. Popularyzował on oświeceniowe poglądy na osiągnięcia nauk o przyrodzie oraz wulgarny materializm swoich czasów. Bronił wolności przekonań i wolności prasy. Wymieniał poglądy z wielu filozofami i uczonymi. Do tych, z którymi korespondował należą filozofowie Ernst Haeckel, Ludwig Büchner, David Friedrich Strauss i Eugen Dühring; psycholog Julius Duboc; zoolog Carl Vogt. Szczególnie istotna była jednak przyjaźń z Feurbachem, którego indywidualistyczno-antropologiczna wersja materializmu pociągała Deublera.

## Dzieła
- Briefwechsel, wyd. A. Dodel-Port, 1886, wybór listów